# Guadalupe Victoria, San Andrés Cabecera Nueva
Guadalupe Victoria är en ort i Mexiko.   Den ligger i kommunen San Andrés Cabecera Nueva och delstaten Oaxaca, i den sydöstra delen av landet, 300 km sydost om huvudstaden Mexico City. Guadalupe Victoria ligger 1 756 meter över havet och antalet invånare är 136.
Terrängen runt Guadalupe Victoria är kuperad västerut, men österut är den bergig. Runt Guadalupe Victoria är det ganska glesbefolkat, med 27 invånare per kvadratkilometer. Närmaste större samhälle är Yutecoso Cuauhtémoc, 4,4 km norr om Guadalupe Victoria. I omgivningarna runt Guadalupe Victoria växer i huvudsak blandskog.